# Reserva operativa

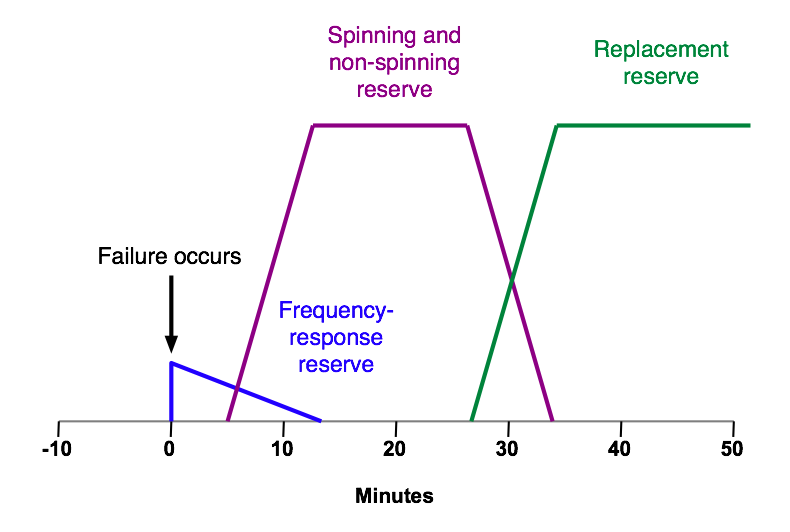
Una representación idealizada de los cuatro tipos de poder de reserva y los intervalos de tiempo después de una falla inesperada que están en uso.

En las redes eléctricas, la reserva operativa es la capacidad de generación disponible para el operador del sistema en un corto intervalo de tiempo para satisfacer la demanda en caso de que un generador se apague o haya otra interrupción en el suministro. La mayoría de los sistemas de energía están diseñados para que, en condiciones normales, la reserva de operación sea siempre al menos la capacidad del generador más grande más una fracción de la carga máxima.
La reserva operativa se compone de la reserva rotativa, así como de la reserva no rotativa o suplementaria: 
- La reserva rotativa es la capacidad de generación adicional que está disponible al aumentar la potencia de salida de los generadores que ya están conectados al sistema de energía. Para la mayoría de los generadores, este aumento en la potencia de salida se logra al aumentar el torque aplicado al rotor de la turbina.[3]
- La reserva no rotativa o la reserva complementaria es la capacidad de generación adicional que no está conectada al sistema pero que puede ponerse en línea después de un breve retraso. En sistemas de energía aislados, esto generalmente equivale a la energía disponible de los generadores de arranque rápido.[3]  Sin embargo, en los sistemas de energía interconectados, esto puede incluir la energía disponible a corto plazo mediante la importación de energía de otros sistemas o la energía de retracción que se exporta actualmente a otros sistemas.[4]

Los generadores que tienen la intención de proporcionar una reserva rotativa y no rotativa deben poder alcanzar su capacidad estimada en aproximadamente diez minutos. La mayoría de las pautas del sistema de energía requieren que una fracción significativa de su reserva operativa provenga de la reserva rotativa. Esto se debe a que la reserva rotativa es ligeramente más confiable (no sufre problemas de puesta en marcha) y puede responder de inmediato, mientras que con los generadores de reserva hay un retraso, ya que el generador se pone fuera de línea.
Además, hay otros dos tipos de energía de reserva que a menudo se analizan en combinación con la reserva operativa: la reserva de respuesta en frecuencia y la reserva de reemplazo. 
- La reserva de respuesta de frecuencia (también conocida como reserva de regulación) se proporciona como una reacción automática a una pérdida en el suministro.  Ocurre porque inmediatamente después de una pérdida de suministro, los generadores se ralentizan debido a la mayor carga. Para combatir esta desaceleración, muchos generadores tienen un gobernador. Al ayudar a los generadores a acelerar, estos gobernadores proporcionan un pequeño impulso tanto a la frecuencia de salida como a la potencia de cada generador.  Sin embargo, debido a que la reserva de respuesta en frecuencia es a menudo pequeña y no a discreción del operador del sistema, no se considera parte de la reserva operativa.[6]
- La reserva de reemplazo (también conocida como reserva de contingencia) es el poder de reserva provisto por los generadores que requieren un tiempo de arranque más largo (generalmente entre treinta y sesenta minutos).  Se utiliza para aliviar los generadores que proporcionan la reserva de giro o no giratorio y, por lo tanto, restablecer la reserva de funcionamiento (confusamente, la reserva de reemplazo a veces se conoce como la reserva de funcionamiento de 30 o 60 minutos).[6]

La reserva de operación es un concepto crucial para garantizar que la planificación diaria del cronograma de los generadores pueda soportar la incertidumbre debido a variaciones imprevistas en el perfil de carga o fallas del equipo (generadores, transformadores, enlaces de transmisión). 
El Operador del Sistema de California tiene una reserva operativa del 6% de la carga medida. Se incluye una reserva rotativa al 3% de la carga medida.